# Петауке
Петауке (на английски: Petauke) е град в южната част на Източна Замбия. Намира се в Източната провинция на страната на 380 km североизточно от столицата Лусака, на 130 km югозападно от провинциалния център Чипата и на около 40 km северно от границата с Мозамбик. Селското стопанство е основен отрасъл в икономиката на района. Отглеждат се царевица, памук, слънчоглед и соя. Тук има три пивоварници за бирата „Брадър Уилис“. Районът около Петауке е богат на мед, аметист и злато. Населението му е 29 728 жители, по данни от 2010 г.